# Villa Campbell
Die Villa Campbell (auch Villa De Rosa) ist ein Landhaus aus dem 18. Jahrhundert im Viertel Piscinola von Neapel in der italienischen Region Kampanien. Es liegt am Viale Colle Aminei.

## Geschichte
Ursprünglich handelte es sich um ein Landgut mit rechteckigem Grundriss und Innenhof. Im 18. Jahrhundert gehörte es dem Kloster San Pietro a Majella und war an einen landwirtschaftlichen Betrieb von 41 Scheffeln Ertrag angeschlossen.
Mit der Unterdrückung der religiösen Orden im Jahre 1801 fiel das Landgut an Enrico Campbell. Nach einigen Eigentümerwechseln, aber nicht allzu viel später, fiel es zurück an die Familie Campbell. Diese ließ es in ein schönes Lustschloss, auch mit üppigen Gärten, Pergolen usw., umbauen.
Heute ist dort das religiöse Institut der Frommen Gesellschaft der Töchter des Heiligen Paulus untergebracht.